# Jeanne de Bourbon († 1512)

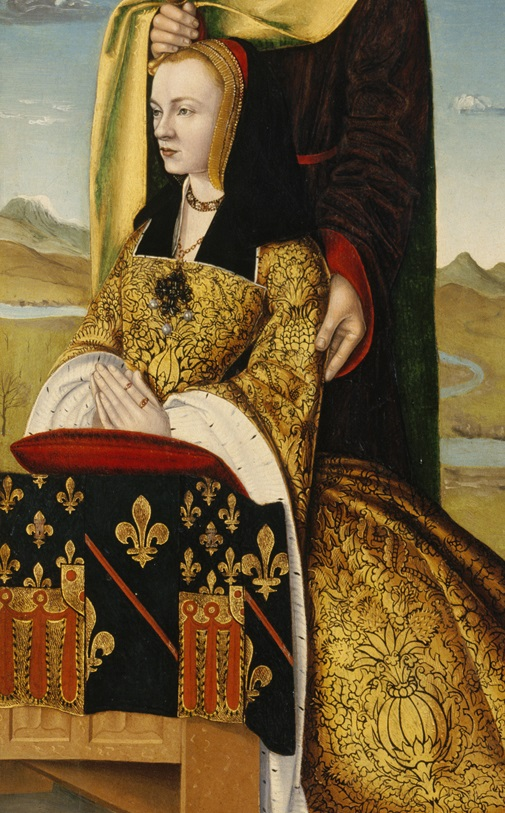
Jeanne de Bourbon, Ausschnitt aus dem Triptychon in Vic-le-Comte, Maître de La Tour d’Auvergne, um 1497, North Carolina Museum of Art

Jeanne de Bourbon genannt la Belle (* wohl 1465; † 22. Januar 1512) war eine französische Adlige aus der Familie der Bourbonen. Sie war durch ihre Ehe mit Jean II. de Bourbon kurzzeitig Herzogin von Bourbon, und Gräfin von Auvergne durch ihre Ehe mit Jean de La Tour.

## Leben
Jeanne de Bourbon ist die dritte Tochter von Jean de Bourbon, Comte de Vendôme († 1478), und Isabelle de Beauvau, Dame de La Roche-sur-Yon († 1475).
Per Ehevertrag von Juni 1487 wurde sie mit dem 40 Jahre älteren Jean II., Herzog von Bourbon (* 1426; † 1. April 1488) verheiratet, der nach dem Tod seines einzigen Sohnes Jean de Clermont (*/† 1487) und seiner Ehefrau kurz nach dessen Geburt Bedarf nach einem neuen Erben hatte; sie bekamen einen Sohn, Louis de Clermont, der Anfang 1488 geboren wurde und vor dem 1. April 1488 starb.
Per Ehevertrag vom 2. Januar 1495 heiratete sie in zweiter Ehe Jean de La Tour, Graf von Auvergne († 8. März 1501). Mit ihm hatte sie drei Töchter:
- Anne († Juni 1524), 1501 Comtesse d'Auvergne; ⚭ 8. Juli 1505 John Stewart, 2. Duke of Albany, Regent von Schottland († 2. Juni 1536), Sohn von Alexander Stewart, 1. Duke of Albany († 1485) und Anne de la Tour d'Auvergne († 1512)
- Madeleine († 28. April 1519); ⚭ 26. Januar oder 2. Mai 1518 Lorenzo di Piero de’ Medici, Herzog von Urbino († 4. Mai 1519), Sohn von Piero di Lorenzo de’ Medici und Alfonsina Orsini – die Eltern von Caterina de’ Medici
- Tochter (* 1501; †klein)

Per Ehevertrag vom 27. März 1503 heiratete sie in dritter Ehe François de la Pause, Baron de la Garde. Diese Ehe führte dazu, dass ihre älteste Tochter 1505 verheiratet wurde – auf Drängen von König Ludwig XII., der verhindern wollte, dass Jeanne und ihr neuer Ehemann zu viel Einfluss in der Grafschaft Auvergne gewannen. 
Jeanne de Bourbon starb am 2. Januar 1512 und wurde in der Franziskanerkirche in Vic-le-Comte bestattet.